# SSV 얀 레겐스부르크
SSV 얀 레겐스부르크(SSV Jahn Regensburg)는 독일 바이에른주의 도시 레겐스부르크를 연고로 하는 축구 팀으로, 11-12시즌까지 3. 리가에서 활동했으나 12-13시즌에 승격하여 2. 분데스리가에서 활동하고 있다.

## 선수 명단

### 현역
참고: FIFA 자격 규정에 따라 소속된 국가대표팀 국기를 표시합니다. 선수는 복수의 FIFA 비회원국 국적을 가지고 있을 수 있습니다.
| 번호 | 포지션 | 국적 | 이름 |
| ---- | ------ | ---- | ---- |

| 번호 | 포지션 | 국적       | 이름              |
| ---- | ------ | ---------- | ----------------- |
| 22   | FW     | 아르메니아 | 사르기스 아다미안 |
| 27   | DF     | 토고       | 프레데릭 아나누   |
| 34   | MF     |            | 안시 수호넨       |

## 역대 감독
| 감독              | 임기        |
| ----------------- | ----------- |
| 프란치셰크 스무다 | 2013        |
| 하이코 헤를리히   | 2015 ~ 2017 |